# Bina Etawa
Bina Etawa è una suddivisione dell'India, classificata come municipality, di 51.189 abitanti, situata nel distretto di Sagar, nello stato federato del Madhya Pradesh. In base al numero di abitanti la città rientra nella classe II (da 50.000 a 99.999 persone).

## Geografia fisica
La città è situata a 24° 11' 60 N e 78° 12' 0 E e ha un'altitudine di 384 m s.l.m..

## Società

### Evoluzione demografica
Al censimento del 2001 la popolazione di Bina Etawa assommava a 51.189 persone, delle quali 26.741 maschi e 24.448 femmine. I bambini di età inferiore o uguale ai sei anni assommavano a 7.467, dei quali 3.906 maschi e 3.561 femmine. Infine, coloro che erano in grado di saper almeno leggere e scrivere erano 37.116, dei quali 21.235 maschi e 15.881 femmine.